# Wirtschaftsverkehrsteuer
Die Wirtschaftsverkehrsteuer ist in der Finanzwissenschaft und in der Steuerlehre eine Steuergruppe innerhalb der Verkehrsteuer, die als Steuerobjekt Teilbereiche des Wirtschaftsverkehrs besteuert.

## Allgemeines
In Deutschland wird im Steuerrecht, vor allem in der Amtssprache und in der Finanzwissenschaft, traditionell das Fugen-s weggelassen (Körperschaftsteuer, Verbrauchsteuer, Aufwandsteuer); in Österreich und der Schweiz dagegen meist verwendet.

## Steuerobjekte
Finanzwissenschaftlich gilt die Umsatzsteuer als allgemeine Verkehrsteuer, steuerrechtlich als Wirtschaftsverkehrsteuer. Ihr wirtschaftliches Ziel ist die Belastung der Einkommensverwendung zur Beschaffung bestimmter Sachgüter und Inanspruchnahme bestimmter Dienstleistungen.
Die Luftverkehrsteuer knüpft im Luftverkehr gemäß § 1 LuftVStG an inländische Abflüge von Passagierflügen an und ähnelt eher den Aufwandsteuern. Verfassungsrechtlich ist sie jedoch weder eine Aufwand- noch eine Rechtsverkehrsteuer, sondern eine sonstige, auf motorisierte Verkehrsmittel bezogene Verkehrsteuer nach Art. 106 Abs. 3 Nr. 3 GG. Sie lässt sich deshalb in die folgenden Tabellen nicht einbauen.

## Einteilung
Verkehrsteuern lassen sich nach dem Fachgebiet unterteilen, innerhalb dem bestimmte Transaktionen einer Besteuerung unterliegen. Allgemeine Verkehrsteuer ist die Umsatzsteuer, alle übrigen Steuergruppen gehören zu den besonderen Verkehrsteuern.
| Steuergruppe              | Steueruntergruppe                                             | Steuerobjekt                                                                                               |
| ------------------------- | ------------------------------------------------------------- | --- |
| allgemeine Verkehrsteuern | Umsatzsteuer                                                  | Besteuerung der Umsatzerlöse                                                                               |
| besondere Verkehrsteuern  | Kapitalverkehrsteuern Rechtsverkehrsteuern Realverkehrsteuern | Besteuerung des Kapitalverkehrs Besteuerung des Rechtsverkehrs Besteuerung des Haltens von Kraftfahrzeugen |

Zu den Wirtschaftsverkehrsteuern gehören alle Kapitalverkehrsteuern und steuerrechtlich die Umsatzsteuer.

## Steuerarten
Es gibt oder gab folgende Steuerarten:
| Steuergruppe          | Steuerart | Steuerobjekt |
| --------------------- | --- | --- |
| Kapitalverkehrsteuern | Börsenumsatzsteuer Finanztransaktionssteuer Gesellschaftsteuer Wertpapiersteuer                                                             | Umsatz an Effekten Besteuerung von börslichen und außerbörslichen Finanztransaktionen Besteuerung des Ersterwerbs von Anteilen an Kapitalgesellschaften Besteuerung der Anschaffung von Schuldverschreibungen                                                                                                  |
| Rechtsverkehrsteuern  | Feuerschutzsteuer Grunderwerbsteuer Luftverkehrsteuer Rennwett- und Lotteriesteuer Schankerlaubnissteuer Spielbankabgabe Versicherungsteuer | Besteuerung von Versicherungsprämien für Feuerversicherungen Besteuerung vom Grundstückserwerb Besteuerung des Luftverkehrs Besteuerung von Rennwetten und Lotterien Besteuerung der Schankerlaubnis Besteuerung der Betreiber öffentlicher Spielbanken Besteuerung des Abschlusses von Versicherungsverträgen |
| Realverkehrsteuern    | Kraftfahrzeugsteuer | Besteuerung des Kraftfahrzeughaltens |

Die Wertpapiersteuer wurde im Dezember 1964 abgeschafft, die Börsenumsatzsteuer und Gesellschaftsteuer folgten im Dezember 1991. Seitdem gibt es in Deutschland keine Kapitalverkehrsteuern mehr.
Die im Januar 2011 neu geschaffene Luftverkehrsteuer ist eine Aufwandsteuer. Sie knüpft genau genommen nicht an den Rechtverkehrsakt „Erwerb eines Flugtickets“ an, sondern an die tatsächliche Nutzung eines Passagierflugzeuges (§ 1 Abs. 2 LuftVStG). Verfassungsrechtlich ist sie weder eine Aufwand- noch eine Rechtsverkehrsteuer, sondern eine sonstige, auf motorisierte Verkehrsmittel bezogene Verkehrsteuer nach Art. 106 Abs. 3 Nr. 3 GG.

## International
Der Begriff der Wirtschaftsverkehrsteuer wird besonders in der Schweiz verwendet. Hier wurde im Juli 1941 die Warenumsatzsteuer als Wirtschaftsverkehrsteuer eingeführt. Heute werden vielfach deren Nachfolger Mehrwertsteuer (seit Januar 1995) sowie der Zoll als Wirtschaftsverkehrssteuer angesehen.

## Wirtschaftliche Aspekte
Besondere Verkehrsteuern werden in der Volkswirtschaftslehre für schädlich gehalten, weil sie die Transaktionskosten erhöhen und damit den Güteraustausch, die Faktormobilität (insbesondere die Kapitalmobilität) behindern. Für die Frage, wie sich Verkehrsteuern und Verbrauchsteuern voneinander unterscheiden, ist in erster Linie der Tatbestand maßgebend, an den das jeweilige Steuergesetz die Entstehung der Steuerschuld knüpft.